# World Poker Tour (stagione 13)
Di seguito sono elencati i risultati della tredicesima stagione del World Poker Tour (2014-2015).

## Risultati

### WPT500 at Aria resort & Casino
- Casinò: Aria resort & Casino, Las Vegas
- Buy-in: $500 + $65
- Data: 4 - 9 luglio 2014
- Iscritti: 3,599
- Montepremi totale: $1,799,500
- Giocatori premiati: 176

| Piazzamento | Nome              | Premio   |
| ----------- | ----------------- | -------- |
| 1°          | Sean Yu           | $260,000 |
| 2°          | Kareem Marshall   | $180,000 |
| 3°          | Scott Clements    | $120,500 |
| 4°          | Christian Harder  | $90,000  |
| 5°          | Jeffrey Ray       | $70,000  |
| 6°          | Luis Nargentino   | $55,000  |
| 7°          | Brian Benhamou    | $45,000  |
| 8°          | Terry Fleischer   | $35,000  |
| 9°          | Messadek Soufiane | $26,000  |

### Legends of Poker
- Casinò: The Bicycle Casino, Bell Gardens
- Buy-in: $3,500 + $200 ($10,000 per iscritti nel Day 2)
- Data: 23 - 29 agosto 2014
- Iscritti: 593
- Montepremi totale: $2,172,994
- Giocatori premiati: 54

| Piazzamento | Nome             | Premio   |
| ----------- | ---------------- | -------- |
| 1°          | Harry Arutyunyan | $576,369 |
| 2°          | Mike Eskandari   | $330,110 |
| 3°          | Tyler Kenney     | $213,600 |
| 4°          | Taylor McFarland | $145,640 |
| 5°          | Tyler Cornell    | $103,560 |
| 6°          | Jeremy Kottler   | $83,075  |

### Merit Classic North Cyprus
- Casinç: Merit Crystal Cove Hotel and Casino, Kyrenia
- Buy-in: $4,000 + 400
- Data: 5 - 10 settembre 2014
- Iscritti: 404
- Montepremi totale: $1,486,720
- Giocatori premiati: 45

| Piazzamento | Nome             | Premio   |
| ----------- | ---------------- | -------- |
| 1°          | Alexander Lakhov | $325,400 |
| 2°          | Dmitry Gromov    | $215,000 |
| 3°          | Nicolas Chouity  | $140,000 |
| 4°          | Toby Lewis       | $102,820 |
| 5°          | Ori Miller       | $77,000  |
| 6°          | Igor Devkin      | $62,000  |

### Borgata Poker Open
- Casinò: Borgata, Atlantic City
- Buy-in: $3,300 + $200
- Data: 14 - 19 settembre 2014
- Iscritti: 1,226
- Montepremi totale: $3,924,426
- Giocatori premiati: 120

| Piazzamento | Nome          | Premio   |
| ----------- | ------------- | -------- |
| 1°          | Darren Elias  | $843,744 |
| 2°          | Kane Kalas    | $500,364 |
| 3°          | Jose Serratos | $308,067 |
| 4°          | Aaron Overton | $259,012 |
| 5°          | Blake Bohn    | $213,999 |
| 6°          | Ray Qartomy   | $174,637 |

### WPT Caribbean
- Casinò: Casino Royale, Maho Bay, Sint Maarten
- Buy-in: $3,200 + $300
- Data: 3 - 7 novembre 2014
- Iscritti: 118
- Montepremi totale: $366,272
- Giocatori premiati: 15

| Piazzamento | Nome             | Premio   |
| ----------- | ---------------- | -------- |
| 1°          | Darren Elias     | $127,680 |
| 2°          | Christophe Rosso | $64,900  |
| 3°          | George Griffith  | $42,100  |
| 4°          | Mike Linster     | $28,950  |
| 5°          | Ziga Jamnikar    | $22,280  |
| 6°          | Dan Murariu      | $17,370  |

### Bestbet Bounty Scramble
- Casino: bestbet Jacksonville, Jacksonville
- Buy-in: $4,650 + $350
- Data: 7 - 11 novembre 2014
- Iscritti: 461
- Montepremi totale: $2,143,652
- Giocatori premiati: 54

| Piazzamento | Nome             | Premio   |
| ----------- | ---------------- | -------- |
| 1°          | Ryan Van Sanford | $421,068 |
| 2°          | Chris Bolek      | $284,371 |
| 3°          | Brian Reinert    | $182,853 |
| 4°          | Jared Reinstein  | $135,223 |
| 5°          | Jason Helder     | $101,518 |
| 6°          | Corey Hochman    | $81,335  |

### WPT500 at Dusk Till Dawn
- Casino: Dusk Till Dawn Casino & Poker, Lenton, Nottingham
- Buy-in: ₤500
- Data: 9 - 16 novembre 2014
- Iscritti: 2,133
- Montepremi totale: ₤959,850
- Giocatori premiati: 200

| Piazzamento | Nome             | Premio   |
| ----------- | ---------------- | -------- |
| 1°          | Eleanor Gudger   | ₤140,000 |
| 2°          | Matthew Noonan   | ₤85,000  |
| 3°          | Hamid Roushanaei | ₤55,000  |
| 4°          | Derek Payne      | ₤35,000  |
| 5°          | James Parker     | ₤25,000  |
| 6°          | Richard Buck     | ₤17,850  |
| 7°          | Haroon Hussain   | ₤13,250  |
| 8°          | Habib Chatoo     | ₤10,000  |

### Emperors Palace Poker Classic
- Casino: Emperors Palace Hotel Casino, Johannesburg
- Buy-in: $3,300 + $200
- Data: 14 - 16 novembre 2014
- Iscritti: 166
- Montepremi totale: $547,800
- Giocatori premiati: 18

| Piazzamento | Nome            | Premio   |
| ----------- | --------------- | -------- |
| 1°          | Dylan Wilkerson | $147,509 |
| 2°          | Richard Barnard | $85,651  |
| 3°          | Diane Crous     | $54,721  |
| 4°          | Chris Convery   | $38,543  |
| 5°          | Aaron Overton   | $29,740  |
| 6°          | Darryn Lipman   | $22,602  |

### WPT UK
- Casinò: Dusk Till Dawn Casino & Poker, Lenton, Nottingham
- Buy-in: ₤3,000
- Data: 18 - 23 novembre 2014
- Iscritti: 354
- Montepremi totale: £955,800
- Giocatori premiati: 45

| Piazzamento | Nome            | Premio   |
| ----------- | --------------- | -------- |
| 1°          | Matas Cimbolas  | £200,000 |
| 2°          | Ben Warrington  | £140,000 |
| 3°          | Tamer Kamel     | £92,000  |
| 4°          | Antoine Saout   | £67,000  |
| 5°          | Phillip Mighall | £48,000  |
| 6°          | Patrick Leonard | £39,500  |

### WPT Montreal
- Casinò: Playground Poker, Kahnawake
- Buy-in: $3,500 + $350
- Data: 20 - 26 novembre 2014
- Iscritti: 732
- Montepremi totale: $2,301,066
- Giocatori premiati: 90

| Piazzamento | Nome                | Premio   |
| ----------- | ------------------- | -------- |
| 1°          | Jonathan Jaffe      | $463,432 |
| 2°          | Ratharam Sivagnanam | $313,318 |
| 3°          | Mukul Pahuja        | $201,920 |
| 4°          | Kevin MacPhee       | $149,340 |
| 5°          | Samuel Chartier     | $111,820 |
| 6°          | Guillaume Nolet     | $90,350  |

### Five Diamond World Poker Classic
- Casinò: Bellagio, Las Vegas
- Buy-in: $10,000 + $300
- Data: 15 - 20 dicembre 2014
- Iscritti: 586
- Montepremi totale: $5,684,200
- Giocatori premiati: 54

| Piazzamento | Nome               | Premio     |
| ----------- | ------------------ | ---------- |
| 1°          | Mohsin Charania    | $1,477,890 |
| 2°          | Garrett Greer      | $869,683   |
| 3°          | Brett Shaffer      | $562,736   |
| 4°          | Ryan Julius        | $383,684   |
| 5°          | Ryan Fee           | $272,842   |
| 6°          | Tobias Reinkemeier | $218,842   |

### Borgata Winter Poker Open
- Casino: Borgata Casino, Atlantic City
- Buy-in: $3,300 + $200
- Data: 25 - 30 gennaio 2015
- Iscritti: 989
- Montepremi totale: $3,165,789
- Giocatori premiati: 90

| Piazzamento | Nome                | Premio   |
| ----------- | ------------------- | -------- |
| 1°          | Aaron Mermelstein   | $712,305 |
| 2°          | Eugene Todd         | $419,467 |
| 3°          | Randy Pfeifer       | $253,263 |
| 4°          | Shawn Cunix         | $212,108 |
| 5°          | Esther Taylor-Brady | $174,118 |
| 6°          | Justin Liberto      | $140,878 |

### Lucky Hearts Poker Open
- Casino: Seminole Hard Rock Hotel and Casino, Hollywood
- Buy-in: $3,200 + $200 + $100
- Data: 5 - 11 febbraio 2015
- Iscritti: 1,027
- Montepremi totale: $3,286,400
- Giocatori premiati: 100

| Piazzamento | Nome         | Premio   |
| ----------- | ------------ | -------- |
| 1°          | Brian Altman | $723,008 |
| 2°          | Mark Dube    | $434,462 |
| 3°          | Kelly Minkin | $262,912 |
| 4°          | Greg Rosen   | $220,189 |
| 5°          | Sanjay Gehi  | $180,752 |
| 6°          | Jon Graham   | $146,245 |

### Fallsview Poker Classic
- Casino: Fallsview Casino, Niagara Falls
- Buy-in: $4,700 + $300
- Data: 13 - 16 febbraio 2015
- Iscritti: 419
- Montepremi totale: $1,910,221
- Giocatori premiati: 54

| Piazzamento | Nome           | Premio   |
| ----------- | -------------- | -------- |
| 1°          | Anthony Zinno  | $380,021 |
| 2°          | Mark Bailey    | $266,394 |
| 3°          | Corey Hochman  | $171,294 |
| 4°          | David Cloutier | $126,674 |
| 5°          | Jeremy Halaska | $95,100  |
| 6°          | Erik Cajelais  | $76,194  |

### L.A. Poker Classic
- Casino: Commerce Casino, Commerce
- Buy-in: $9,600 + $400
- Data: 28 febbraio - 5 marzo 2015
- Iscritti: 538
- Montepremi totale: $5,164,800
- Giocatori premiati: 63

| Piazzomento | Nome              | Premio     |
| ----------- | ----------------- | ---------- |
| 1°          | Anthony Zinno     | $1,015,860 |
| 2°          | Mike Leah         | $701,350   |
| 3°          | Chris Klodnicki   | $451,090   |
| 4°          | Igor Yaroshevskyy | $333,680   |
| 5°          | Peter Neff        | $250,260   |
| 6°          | Peter Tran        | $200,830   |

### Bay 101 Shooting Star
- Casino: Bay 101, San Jose
- Buy-in: $7,150 + $350
- Data: 9 - 13 marzo 2015
- Iscritti: 708
- Montepremi totale: $5,062,200
- Giocatori premiati: 72

| Piazzamento | Nome          | Premio     |
| ----------- | ------------- | ---------- |
| 1°          | Taylor Paur   | $1,214,200 |
| 2°          | Isaac Baron   | $704,200   |
| 3°          | Jacob Bazeley | $461,470   |
| 4°          | Sorel Mizzi   | $310,060   |
| 5°          | Faraz Jaka    | $216,320   |
| 6           | Ravee Mathi   | $168,260   |

### WPT Vienna
- Casino: Montesino, Vienna
- Buy-in: €3,000 + €300
- Data: 12 - 17 marzo 2015
- Iscritti: 220
- Montepremi totale: €660,000
- Giocatori premiati: 27

| Piazzamento | Nome               | Premio   |
| ----------- | ------------------ | -------- |
| 1°          | Konstantinos Nanos | €150,000 |
| 2°          | Vladimir Krastev   | €103,000 |
| 3°          | Thomas Bichon      | €65,000  |
| 4°          | Andreas Freund     | €49,000  |
| 5°          | Gaelle Baumann     | €35,500  |
| 6°          | Sotirios Koutoupas | €29,500  |

### WPT Rolling Thunder
- Casino: Thunder Valley Casino Resort, Lincoln
- Buy-in: $3,200 + $300
- Data: 14 - 18 marzo 2015
- Iscritti: 379
- Montepremi totale: $1,212,800
- Giocatori premiati: 45

| Piazzamento | Nome               | Premio   |
| ----------- | ------------------ | -------- |
| 1°          | Ravee Mathi Sundar | $266,857 |
| 2°          | Jesse Rockowitz    | $176,018 |
| 3°          | Taylor Paur        | $113,154 |
| 4°          | Harrison Gimbel    | $83,818  |
| 5°          | Rex Clinkscales    | $62,864  |
| 6°          | Jeff Griffiths     | $50,291  |

### Seminole Hard Rock Poker Showdown
- Casino: Seminole Hard Rock Hotel and Casino, Hollywood
- Buy-in: $3,200 + $200 + $100
- Data: 16 - 22 aprile 2015
- Iscritti: 1,476
- Montepremi totale: $5,000,000
- Giocatori premiati: 150

| Piazzamento | Nome         | Premio     |
| ----------- | ------------ | ---------- |
| 1°          | Griffin Paul | $1,000,000 |
| 2°          | Joe Ebanks   | $615,000   |
| 3°          | Andre Crooks | $383,000   |
| 4°          | Shawn Nguyen | $323,500   |
| 5°          | Brian Green  | $269,000   |
| 6°          | Ryan Rivers  | $217,500   |

### WPT World Championship
- Casino: Borgata, Atlantic City
- Buy-in: $15,000 + $400
- Data: 24 - 29 aprile 2015
- Iscritti: 239
- Montepremi totale: $3,462,050
- Giocatori premiati: 27

| Piazzamento | Nome             | Premio   |
| ----------- | ---------------- | -------- |
| 1°          | Asher Conniff    | $973,683 |
| 2°          | Alexander Lakhiv | $573,779 |
| 3°          | Brian Yoon       | $330,358 |
| 4°          | Carlos Mortensen | $267,764 |
| 5°          | Ray Qartomy      | $208,647 |
| 6°          | Tony Dunst       | $173,873 |